# Peter Černák
Peter Černák (Handlová, 21 gennaio 1976) è un ex calciatore slovacco, tecnico dello Žilina.